# 망각 배터리
망각 배터리(보캬쿠 배터리, 일본어: 忘却バッテリー)는 미카와 에코가 쓰고 그린 일본의 야구 만화 시리즈이다. 2018년 4월부터 슈에이샤의 온라인 만화 앱 소년 점프+를 통해 연재되었으며 2024년 1월 현재 단행본 17권으로 수집되었다. MAPPA에서 제작한 일본의 웹 애니메이션 각색은 2020년 10월 점프 스페셜 아니메의 일부로 스트리밍되었다. 이는 페스타 2020 온라인 이벤트이다. MAPPA에서도 제작한 애니메이션 TV 시리즈가 2024년 4월에 첫 방송될 예정이다.

## 미디어

### 만화
망각 배터리는 미카와 에코가 쓰고 그림을 그렸다. 이 시리즈는 2018년 4월 26일 슈에이샤의 소년 점프 온라인 만화 앱에서 시작되었다. 슈에이샤는 해당 장을 개별 단행본 권으로 편집했다. 1권은 2018년 9월 4일에 발매되었다. 2024년 1월 4일 현재 17권이 발매되었다.

### 애니메이션

#### Web 애니메이션
2020년 9월 7일에 발매된 슈에이샤 주간 소년 점프 40호에서는 이 시리즈가 점프 스페셜 애니메이션 페스타 2020 온라인 이벤트의 일환으로 Web 애니메이션으로 각색될 것이라고 발표했다. ONA는 MAPPA에서 애니메이션을 제작하고 시노하라 파라코가 감독을 맡았으며, 이토 노리코가 캐릭터 디자이너 및 수석 애니메이션 감독으로, 아카기 히사코가 아트 디렉터로 참여했다. 2020년 10월 11일 이벤트의 일부로 스트리밍되었다.

#### TV 시리즈
애니메이션 TV 시리즈 각색은 2023년 8월 3일에 발표되었다. MAPPA가 제작하고 나카조노 마코토가 감독을 맡았으며, 이이다 다케시가 조감독을 맡았고, 각본은 요코테 미치코, 캐릭터 디자인은 하세가와 히토미, 음악은 키쿠야 토모키가 작곡했다. 그리고 야마사키 히로코. 이 시리즈는 2024년 4월 TV 도쿄 및 기타 네트워크에서 첫 방송될 예정이다.